# Робърт Мичъм
Робърт Мичъм (на английски: Robert Mitchum), е американски филмов актьор, роден през 1917 година, починал през 1997 година. 
Смятан от филмовите критици за един от водещите и емблематични актьори от т.нар. „златен класически период“ на Холивуд, Мичъм е наречен от журналиста Роджър Ибърт „душата на жанра филм ноар“. През 1999 година Американският филмов институт включва Мичъм под Номер-23 в класацията на най-големите мъжки звезди на класическото Холивудско кино.

## Биография и кариера

### Ранни години
Роден е като Робърт Чарлс Дърман Мичъм на 6 август 1917 година в град Бриджпорт, щат Кънектикът. Майка му - Ан Хариет, дъщеря на морски капитан, е норвежка имигрантка. Баща му - Джеймс Томас Мичъм, работи в корабостроителница и в железопътния транспорт. Има по-голяма сестра - Анет, родена през 1913 година, която е известна като Джулиет Мичъм през кариерата си като актриса. В началото на 1919 година, когато малкият Робърт е само 2-годишен, баща му загива при трудова злополука в железницата в Чарлстън, Южна Каролина. Майка му получава правителствена пенсия, като компенсация и едновременно с това разбира, че е отново бременна от починалия си съпруг. Ан Мичъм се завръща при семейството си в Кънектикът, където се омъжва повторно за бивш британски офицер от армията, който ѝ помага да се грижи за децата си. През септември 1919 година се ражда вторият ѝ син – Джон.
По време на детството си, Робърт Мичъм има репутацията на голям палавник, тъй като постоянно е въвличан в юмручни боеве и други пакости. Когато е 12-годишен, майка му го изпраща да живее при дядо си и баба си във Фелтън, Делауеър, където обаче бързо е изключен от училище за препирни с директора. Година по-късно, през 1930, той се премества заедно със сестра си в Ню Йорк но и тук е изключен от училището „Haaran High School“. Тогава Мичъм зарязва всичко и започва да обикаля страната с железницата, работейки най-различни неща, като копач на канавки и професионален боксьор. На 14-годишна възраст, той е арестуван в Савана, Джорджия за скитничество и е изпратен в трудов лагер. Младежът успява да избяга от лагера и се завръща при семейството си в Делауеър. През 1936 година, Мичъм пристига със сестра си Джули в Лонг Бийч, Калифорния. Скоро след това, цялото семейство се присъединява към тях. По това време, Робърт работи като анонимен писател за астролога Карол Райтър. Точно сестра му го убеждава да се присъедини заедно с нея към местната театрална група. През годините прекарани в театъра на Лонг Бийч, Мичъм работи като сценичен работник и от време на време поема малки роли в някои постановки.

## Избрана филмография
| Година | Филм                   | Оригинално заглавие        | Роля                         | Режисьор         |
| ------ | ---------------------- | -------------------------- | ---------------------------- | ---------------- |
| 1945   | Историята на Г.И.Джо   | Story of G.I. Joe          | капитан Бил Уолкър           | Уилям Уелман     |
| 1952   | Ангелско лице          | Angel Face                 | Франк Джесъп                 | Ото Преминджър   |
| 1955   | Нощта на ловеца        | The Night of the Hunter    | Хари Пауъл                   | Чарлз Лотън      |
| 1959   | Гневните хълмове       | The Angry Hills            | Майк Морисън                 | Робърт Олдрич    |
| 1960   | Скитниците             | The Sundowners             | Пади Кармоди                 | Фред Зинеман     |
| 1962   | Нос Страх              | Cape Fear                  | Макс Кейди                   | Джей Лий Томпсън |
| 1962   | Най-дългият ден        | The Longest Day            | бригаден генерал Нарман Кота |                  |
| 1966   | Ел Дорадо              | El Dorado                  | шериф Дж. П. Хара            | Хауърд Хоукс     |
| 1967   | Пътят на запад         | The Way West               | Дик Съмърс                   | Андрю Маклаглън  |
| 1969   | Младият Били Йънг      | Young Billy Young          | Заместник Бен Кейн           | Бърт Кенеди      |
| 1970   | Дъщерята на Райън      | Ryan's Daughter            | Чарлс Шаунеси                | Дейвид Лийн      |
| 1973   | Приятелите на Еди Койл | The Friends of Eddie Coyle | Еди Койл                     | Питър Йейтс      |
| 1975   | Сбогом, моя красавице  | Farewell, My Lovely        | Филип Марлоу                 | Дик Ричардс      |
| 1976   | Последният магнат      | The Last Tycoon            | Пат Брейди                   | Елия Казан       |
| 1978   | Големият сън           | The Big Sleep              | Филип Марлоу                 | Майкъл Уинър     |
| 1991   | Нос Страх              | Cape Fear                  | лейтенант Елгарт             | Мартин Скорсезе  |